# Treadstone
Treadstone ist eine US-amerikanische Actionserie, die von Oktober bis Dezember 2019 auf USA Network ausgestrahlt wurde. Außerhalb der USA erschien die Serie am 10. Januar 2020 bei Prime Video. Die Serie handelt vom aus der Bourne-Filmreihe bekannten titelgebenden CIA-Programm.

## Produktion
Im April 2018 bestellte USA Network eine Pilotfolge für eine Serie über das aus der Bourne-Filmreihe bekannte CIA-Programm Treadstone. Dabei wurde angekündigt, dass die Serie Schläferagenten des Programmes rund um den Globus verfolgen und ihr Erwachen sowie ihre Missionen zeigen wird. Als Drehbuchautor wurde Tim Kring verpflichtet, während Ramin Bahrani bei der Pilotfolge Regie führte. Als Executive Producers fungieren neben Kring und Bahrani auch Ben Smith, Jeffrey Weiner, Justin Levy und Bradley Thomas. Im August 2018 erteilte der Fernsehsender grünes Licht für die Serie. Gleichzeitig wurde berichtet, dass sich Amazon in fortgeschrittenen Verhandlungen über die internationalen Vertriebsrechte befinden soll und deshalb in die Produktion, deren Start man für 2019 angekündigte, eingebunden werde.
Im November 2018 wurden Jeremy Irvine und Brian J. Smith für zwei Hauptrollen verpflichtet. Als Vorbereitung auf die zu diesem Zeitpunkt für ihn noch nicht sichere Rolle nahm Irvine freiwillig an einem 10-tägigen Aufnahmetest für den Special Air Service teil, während dem er laut eigener Aussage über mehrere Tage wachgehalten, isoliert, hungern gelassen und mit Geräuschen gequält wurde. Im Januar 2019, kurz nachdem die Hauptdreharbeiten in Budapest begannen, stießen mit Tracy Ifeachor, Omar Metwally, Han Hyo-joo, Gabrielle Scharnitzky und Emilia Schüle fünf weitere Darsteller zur Hauptbesetzung. Als letztes wurden im Juni 2019 die Verpflichtungen von Michelle Forbes, Patrick Fugit, Michael Gaston, Tess Haubrich und Shruti Haasan bekannt. Alle Darsteller mussten in Vorbereitung auf die Dreharbeiten in Peking ein Trainingsprogramm durchlaufen, bei dem unter anderem sichergestellt wurde, dass sie die richtige Ernährung hätten. Trotzdem stiegen die Schauspieler zu unterschiedlichen Zeitpunkten in die Produktion ein. So begannen die Dreharbeiten für Irvine beispielsweise erst Ende Mai 2019.
Insgesamt dauerten die Filmaufnahmen rund neun Monate, wobei das Produktionsteam nach Möglichkeit immer an den Schauplätzen der Serie drehen wollte. Aus diesem Grund reiste Ben Smith während der Dreharbeiten laut eigener Aussage über 250.000 Meilen. Unter anderem wurde es dem Produktionsteam gestattet, im Spiegelsaal vom Schloss Versailles zu filmen, wofür man zuerst die Drehbücher hätte vorlegen müssen. Die in Nordkorea spielenden Szenen von Hyo-joo wurden größtenteils in Seoul gedreht. Auch die in Alaska angesiedelten Aufnahmen von Smith entstanden nicht im US-amerikanischen Bundesstaat, sondern wurden stattdessen auf Spitzbergen gefilmt. Aufgrund der dort vorherrschenden Kälte konnten Takes, in denen die Haut der Schauspieler zu sehen war, eine maximale Länge von 45 Sekunden haben. Die in Indien angesiedelten Szenen von Haasan wurden hingegen tatsächlich in Delhi, unter anderem an der Jama Masjid, gedreht. Weitere Aufnahmen erfolgten in Taiwan, Amsterdam, Kolumbien, Griechenland, Ghana und Frankreich.
Ein erster Trailer wurde am 10. August 2019 veröffentlicht. Wenig später wurde der US-amerikanische Starttermin für die zehn Folgen umfassende erste Staffel auf den 15. Oktober 2019 datiert. Bereits am 24. September erfolgte ein „Special Screening“ der ersten Folge. Auch wenn die Zuschauerzahlen der einzelnen Folgen eher unterdurchschnittlich ausfielen, konnte die Serie beim sogenannten zeitversetzten Schauen massiv zulegen. So wurden beispielsweise die ersten beiden Episoden in den ersten sieben Tagen nach Ausstrahlung 1,84 und 1,97 Millionen Mal gesehen. Anfang Oktober 2019 wurde angekündigt, dass die Serie in über 200 Ländern im Januar 2020 auf Prime Video erscheinen werde. In den Vereinigten Staaten erschien die Serie am 24. März 2020 auf DVD. Im Mai 2020 wurde die Absetzung der Serie nach der ersten Staffel durch USA Network bekannt.

## Besetzung

### Hauptbesetzung

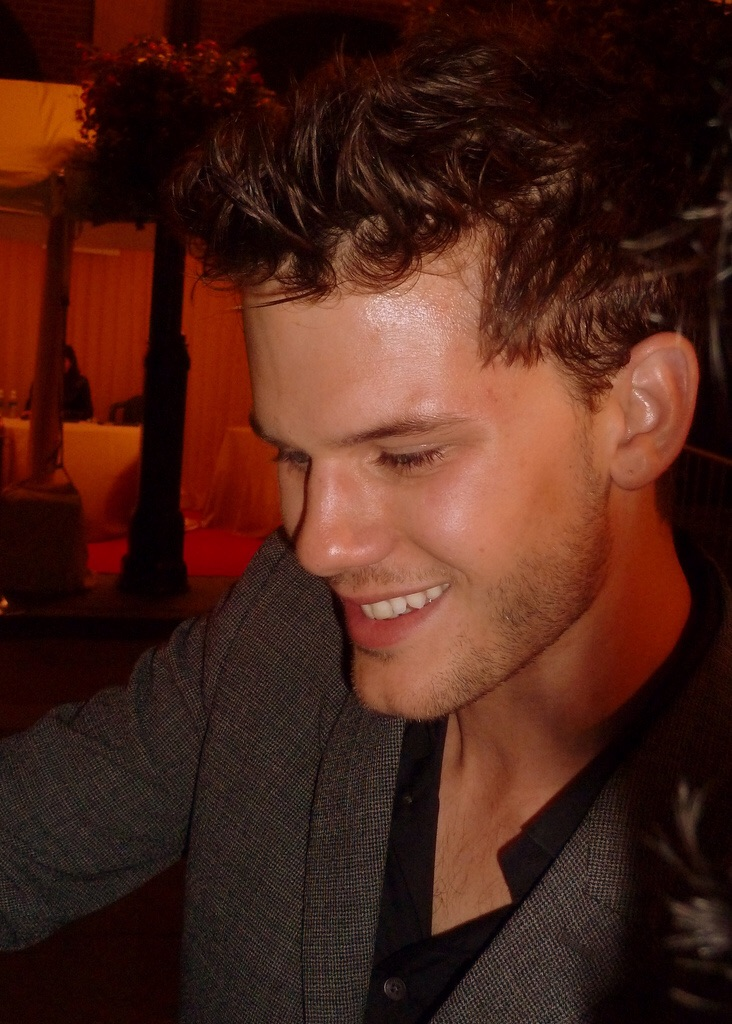
Jeremy Irvine spielt John Randolph Bentley
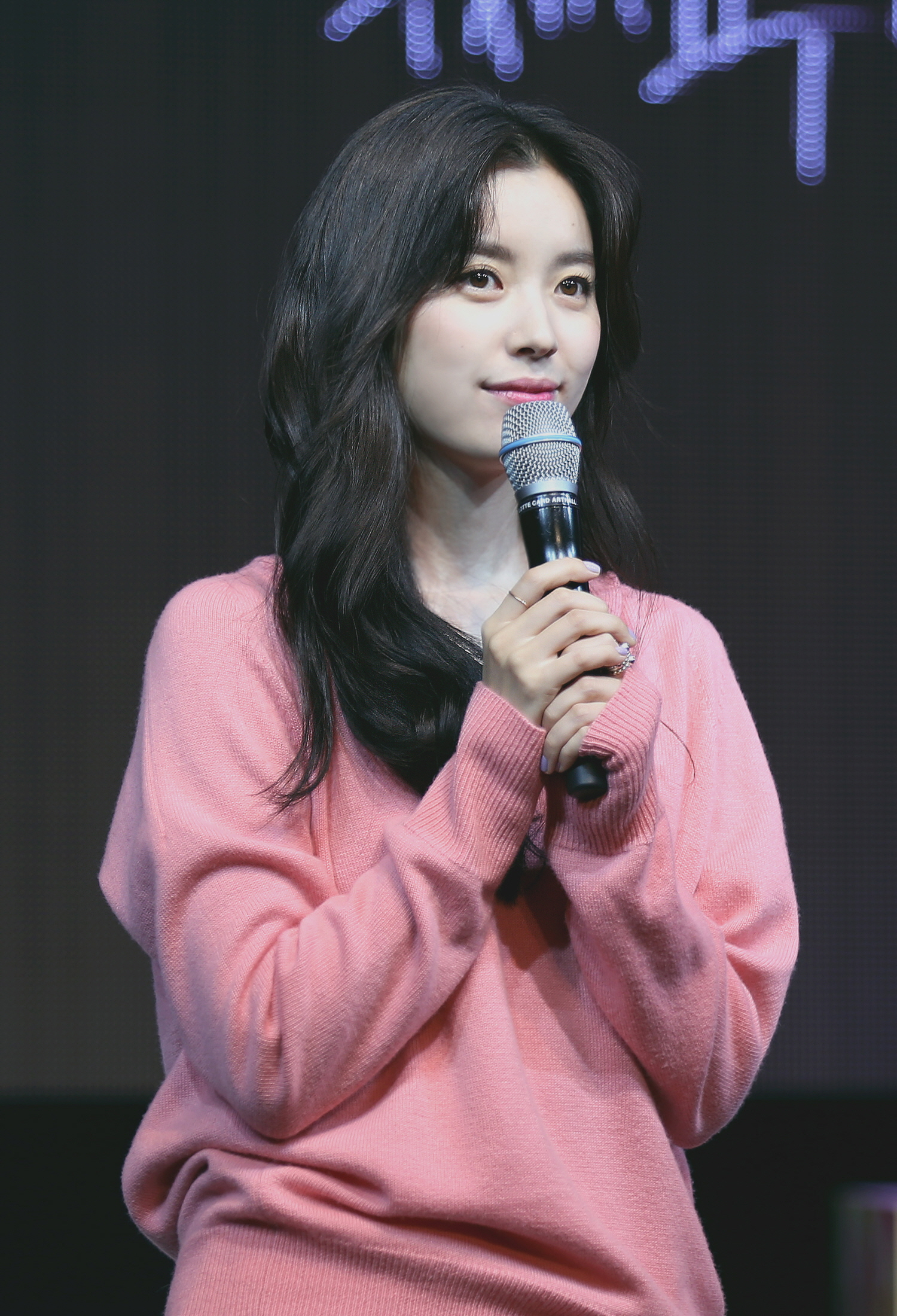
Han Hyo-joo spielt SoYun Pak
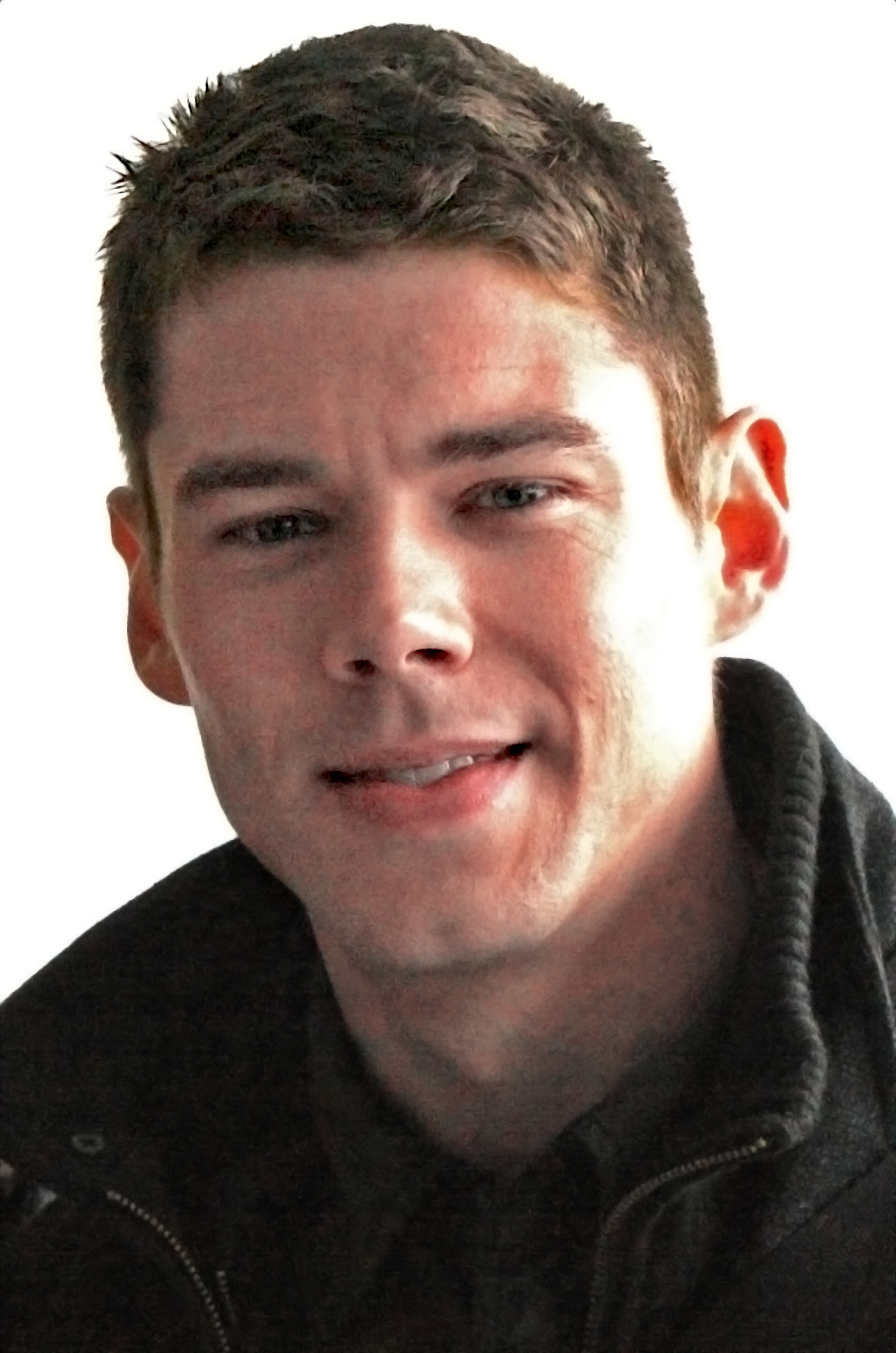
Brian J. Smith spielt Doug McKenna
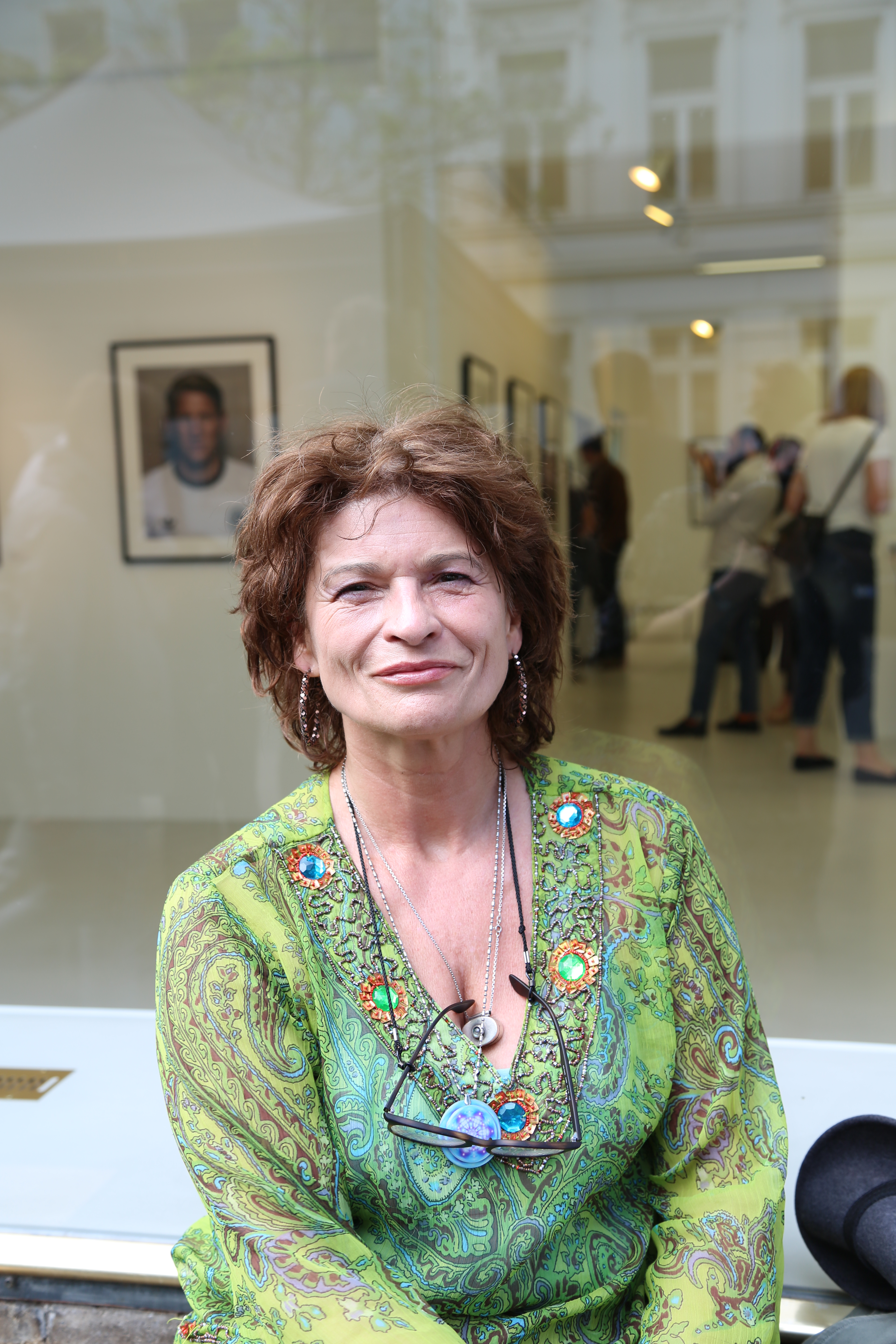
Gabrielle Scharnitzky spielt Petra Andropov
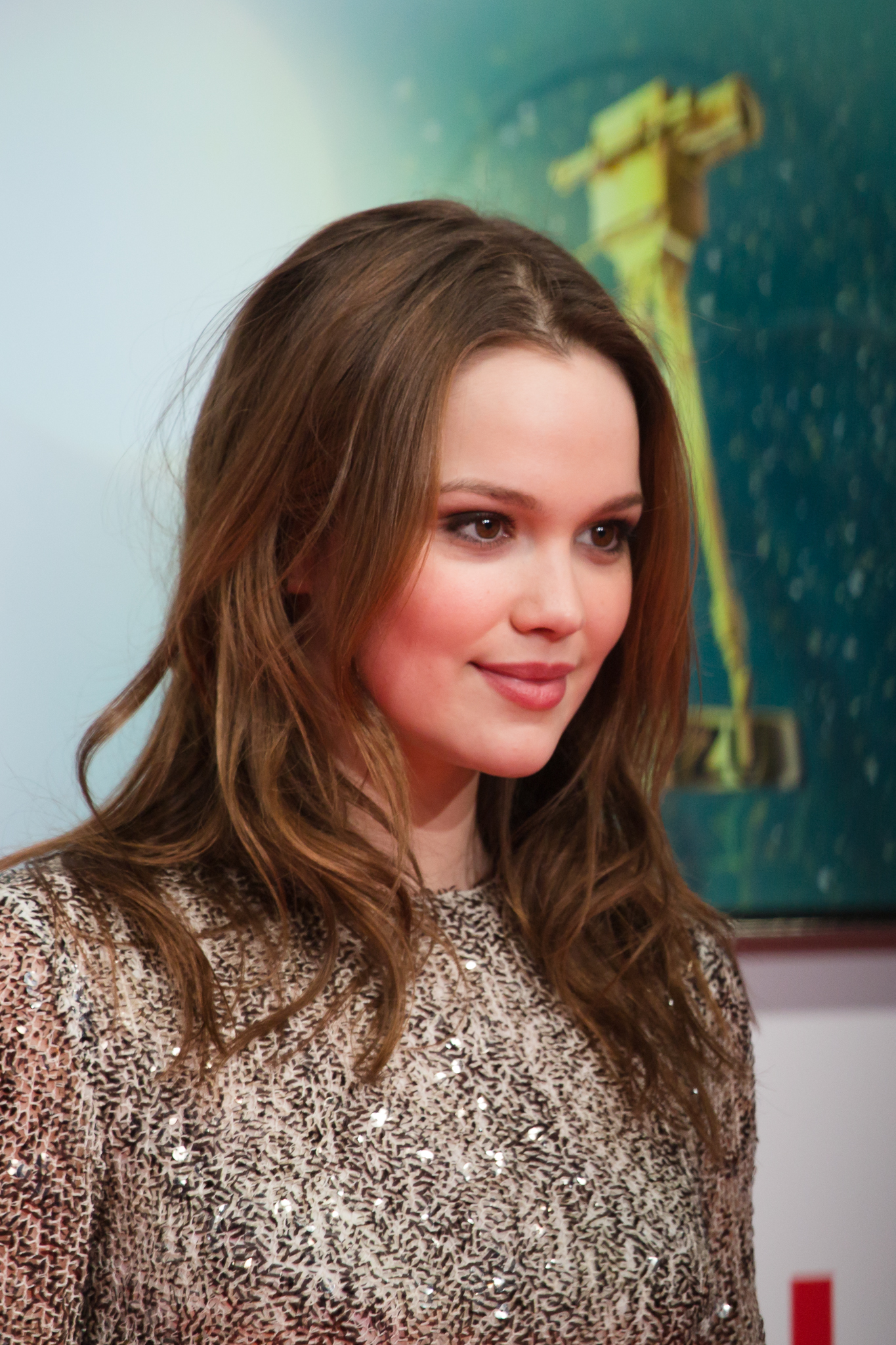
Emilia Schüle spielt die junge Petra Andropov
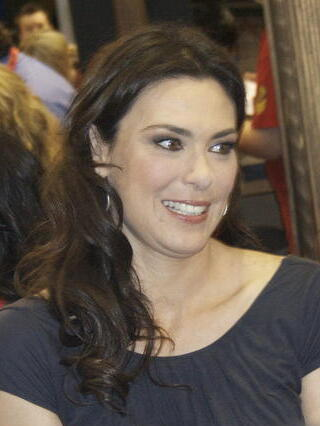
Michelle Forbes spielt Ellen Becker

| Rollenname            | Schauspieler          | Hauptrolle | Synchronsprecher      |
| --------------------- | --------------------- | ---------- | --------------------- |
| John Randolph Bentley | Jeremy Irvine         | 1.01–1.10  | Ozan Ünal             |
| Tara Coleman          | Tracy Ifeachor        | 1.01–1.10  | Anja Stadlober        |
| Matt Edwards          | Omar Metwally         | 1.01–1.10  | Sascha Rotermund      |
| SoYun Pak             | Han Hyo-joo           | 1.01–1.10  | Magdalena Turba       |
| Doug McKenna          | Brian J. Smith        | 1.01–1.10  | Leonhard Mahlich      |
| Petra Andropov        | Gabrielle Scharnitzky | 1.01–1.10  | Gabrielle Scharnitzky |
| junge Petra Andropov  | Emilia Schüle         | 1.01–1.10  | Emilia Schüle         |
| Ellen Becker          | Michelle Forbes       | 1.01–1.10  | Andrea Aust           |

### Nebenbesetzung
| Rollenname                         | Schauspieler         | Nebenrolle                  | Synchronsprecher   |
| ---------------------------------- | -------------------- | --------------------------- | ------------------ |
| Dan Levine                         | Michael Gaston       | 1.01–1-04, 1.06, 1.08–1.10  | Jörg Hengstler     |
| Mike                               | Ian Davies           | 1.01–1.03, 1.05–1.06        | Michael Iwannek    |
| Dae Pak                            | Jung Woo Seo         | 1.01–1.04, 1.10             | – 1                |
| Jin Woo                            | Minjun Woo           | 1.01–1.04                   | – 1                |
| Frank Ferguson                     | Tom Mothersdale      | 1.01–1.03, 1.06             | Michael Deffert    |
| Colonel Li                         | Dong Hyun Baek       | 1.01, 1.03–1.04             | – 1                |
| Dr. Gustav Meisner                 | Martin Umbach        | 1.01, 1.06, 1.09            | Martin Umbach      |
| Samantha „Sam“ McKenna             | Tess Haubrich        | 1.02–1.05, 1.07–1.10        | Julia Kaufmann     |
| Stephen Lee Haynes / Jacob Vickers | Patrick Fugit        | 1.02–1.04, 1.06, 1.08, 1.10 | Dennis Schmidt-Foß |
| Colonel Shin                       | Lee Jong-hyuk        | 1.02–1.04, 1.06–1.08        | Florian Clyde      |
| Yuri Leniov                        | Julian Kostov (jung) | 1.02, 1.09                  | – 1                |
| Yuri Leniov                        | Merab Ninidse        | 1.07–1.08, 1.10             | Merab Ninidse      |
| Dr. Martin Wells                   | Finbar Lynch         | 1.02–1.04                   | Stefan Staudinger  |
| Dennis Kohler                      | Jamie Parker         | 1.02–1.03, 1.10             | Bernd Vollbrecht   |
| Tom Becker                         | David Michaels       | 1.03–1.04, 1.06             | Frank Röth         |
| Nira Patel                         | Shruti Haasan        | 1.03, 1.05, 1.10            |                    |
| Spencer                            | Emmett J. Scanlan    | 1.04–1.06                   | Sven Gerhardt      |
| Don Matheson                       | Oliver Walker        | 1.05–1.06, 1.09–1.10        | Tobias Nath        |
| Anna Collier                       | Cosima Shaw          | 1.06, 1.09–1.10             | Gundi Eberhard     |
| Leo Biller                         | Paul Thornley        | 1.06, 1.09–1.10             | Jaron Löwenberg    |

## Episodenliste
| Nr. (ges.) | Nr. (St.) | Deutscher Titel            | Originaltitel         | Erstausstrahlung USA | Deutschsprachige Erstveröffentlichung (D) | Regie            | Drehbuch                          | Zuschauer (USA) |
| --- | --------- | -------------------------- | --------------------- | -------------------- | ----------------------------------------- | ---------------- | --------------------------------- | --------------- |
| 1 | 1         | Das Zikaden-Protokoll      | The Cicada Protocol   | 15. Okt. 2019        | 10. Jan. 2020                             | Ramin Bahrani    | Tim Kring                         | 0,645 Mio.      |
| Der CIA-Agent John Randolph Bentley hatte den Auftrag, den ehemaligen Nazi-Wissenschaftler Dr. Meisner, der mittlerweile für die Sowjetunion arbeitet, zu töten. Nachdem die Mission fehlschlug, fiel er in die Gefangenschaft des KGB und nahm in Ost-Berlin zwangsweise am Programm „Cicada“ teil, dass die Verhaltenskontrolle der Probanden erwirken und sie zu Waffen machen sollte, konnte nach neunmonatiger Gefangenschaft allerdings 1973 fliehen. In der Gegenwart organisieren die CIA-Agentin Ellen Becker und ihr Mitarbeiter Matt Edwards in London ein Treffen zwischen dem nordkoreanischen General Kwon und der ehemaligen Journalistin Tara Coleman. Kwon informiert sie darüber, dass eine nordkoreanische Splittergruppe von der Sowjetunion die Startcodes der auf dem Schwarzmarkt aufgetauchten sowjetischen Atomrakete Stiletto Six kaufen möchte. Gleichzeitig offenbart er ihr gegenüber, dass die CIA das Programm Treadstone wieder aktiviert hat und damit beginnt, die „Zikaden“ aufzuwecken. So werden nach und nach der in der Beaufortsee auf einer Bohrinsel stationierte Doug McKenna und die in Pjöngjang ansässige SoYun Pak aktiviert. Pak erhält als ersten Auftrag, General Kwon auszuschalten. Gleichzeitig wird offenbart, dass Petra Andropov, die 1973 mit Dr. Meisner zusammenarbeitete, im Besitz der Atomrakete ist. |           |                            |                       |                      |                                           |                  |                                   |                 |
| 2 | 2         | Die Verschwörung           | The Kwon Conspiracy   | 22. Okt. 2019        | 10. Jan. 2020                             | Alex Graves      | Tim Kring                         | 0,534 Mio.      |
| 1973: Nachdem Bentley nach West-Berlin geflohen ist, sucht er einen CIA-Außenstelle auf und wird von seinem Vorgesetzten Dennis Kohler dazu aufgefordert, so viel wie möglich über seine neunmonatige Gefangenschaft zu berichten. Nach seinen Ausführungen über die Methoden von Cicada verdächtigt Kohler ihn, von den Sowjets als Doppelagent zurückgeschickt worden zu sein, woraufhin Bentley aus dem Gebäude fliehen kann. Zeitgleich wird Petra vom KGB kontaktiert und dazu aufgefordert, Bentley ausfindig zu machen, damit dieser keine Informationen über das von der Regierung geförderte Programm an die USA weiterleiten kann. In der Gegenwart beschließen Becker und Edwards, die Aktivierung der Schläferagenten verhindern zu wollen. Dafür sucht Edwards den ehemaligen Treadstone-Verhaltenspsychologen Martin Wells auf, der möglicherweise Informationen über das aktuelle Geschehen haben könnte. Bei einem Treffen zwischen beiden gibt Wells zu, an der Entwicklung von Cicada beteiligt gewesen zu sein und auch von der Aktivierung zu wissen. Unterdessen erfüllt Tara Coleman in Paris den letzten Wunsch von General Kwon: sie macht seine Tochter ausfindig, setzt sie über die aktuellen Geschehnisse in Kenntnis und versucht sie in die ecuadorianische Botschaft in Sicherheit vor aus Nordkorea geschickten Auftragskillern zu bringen. Wie sich herausstellt, wurde General Kwon von Dae Pak, dem Ehemann von SoYun, als Verräter enttarnt, wofür letzterer vom Militär bei einem Raketenprojekt befördert wurde. Zeitgleich beseitigt Petra die Spuren ihres Mordes und reist im Anschluss nach Moskau, um dort alte KGB-Bekannte von ihr zu kontaktieren. Doug McKenna fliegt nach seiner Entlassung hingegen nach Kentucky zu sich nach Hause. |           |                            |                       |                      |                                           |                  |                                   |                 |
| 3 | 3         | Das Berlin-Angebot         | The Berlin Proposal   | 29. Okt. 2019        | 10. Jan. 2020                             | Alex Graves      | Rebecca Dameron & Dave Kalstein   | 0,589 Mio.      |
| 1973: Bentley sucht in Ost-Berlin erneut das KGB-Forschungslabor auf, muss allerdings feststellen, dass sich die Einrichtung von dem Standort zurückgezogen hat. Als er seinen ehemaligen Partner Frank Ferguson kontaktiert, gibt Bentley zu, innerhalb des Cicada-Programmes unwissentlich drei CIA-Agenten getötet zu haben. Dieses Geständnis meldet Ferguson seinem Vorgesetzten Kohler, der ihn daraufhin allerdings erschießt und Bentley damit beauftragt, die flüchtige Petra ausfindig zu machen. In der Gegenwart konnte Coleman die Tochter von General Kwon gerade noch rechtzeitig in die ecuadorianische Botschaft bringen. Dort bestätigt ihr ein Mitarbeiter, dass tatsächlich eine nordkoreanische Splittergruppe die Startcodes der Atomrakete erwerben möchte, und übergibt ihr die Entschlüsselungssoftware für ebendiese, damit Coleman die Codes sicherstellen kann. Währenddessen findet SoYun heraus, dass es sich bei dem neuen Arbeitgeber ihres Mannes um besagte Splittergruppe handelt. Kurz darauf wird sie von Colonel Li kontaktiert, der ihr offenbart, dass er im Besitz von Beweise ist, die ihren Mord an Kwon belegen. Für sein Schweigen fordert er von ihr, dass sie während einer Arbeitsfeier ihres Mannes die SIM-Karte des Handys von Dae Paks Vorgesetzten Colonel Shin austauscht, damit man diesem den Verrat nachweisen könne. Unterdessen bekommt Petra in Moskau Besuch von einer Auftragskillerin, die sie allerdings ausschalten kann. Wie sich herausstellt, wurde die Frau von Petras ehemaligem Freund Yuri Leniov geschickt, für den sie Stiletto Six über 24 Jahre lang aufbewahrte. In den USA besuchen Edwards und Wells währenddessen den im Gefängnis sitzenden Stephen Haynes. Ihre Vermutung, dass er ebenfalls ein Schläferagent ist und dies der Grund für seine Morde an sechs Personen in einer Tankstelle war, wird kurz darauf von Haynes persönlich bestätigt. |           |                            |                       |                      |                                           |                  |                                   |                 |
| 4 | 4         | Assets                     | The Kentucky Contract | 5. Nov. 2019         | 10. Jan. 2020                             | Brad Anderson    | Tim Walsh & Dave Kalstein         | 0,422 Mio.      |
| Bei einer weiteren Befragung von Haynes kann Wells per Hypnose weitere Erinnerungen im Agenten abrufen. Haynes dreht allerdings durch, tötet Wells, schlägt Edwards bewusstlos und kann im Anschluss fliehen. Daraufhin leitet das FBI eine Großfahndung nach dem Flüchtigen ein, bei dem Edwards Haynes stellen kann. Im Gegenzug für Informationen sichert Edwards dem Schläferagenten ein Treffen mit dessen Tochter zu. Zeitgleich wird Doug McKenna in seinem Haus von einem Einbrecher überrascht und von seiner Frau Samantha gerettet, die den Mann erschießt. Nachdem beide gemeinsam die Leiche in einem Wald verscharrt haben, findet Doug im Koffer des Mannes ein Bild, das er bereits in Alaska gesehen hat. Seiner Frau gegenüber offenbart er, dass er sich an den Abend nach seiner Entlassung nicht mehr erinnern könne, am nächsten Morgen allerdings mit blutverschmierten Händen aufgewacht sei. Da Samantha die Zeichen erkennt, gesteht sie ihm, dass sie drei Jahre lang für das CIA-Programm Treadstone arbeitete und dabei auch ihn ausbildete. Zudem erklärt sie ihm, dass das Bild aus dem Koffer des Opfers ein Auftrag sei, den er auszuführen habe. Währenddessen findet Colonel Shin heraus, dass er von SoYun abgehört werden sollte, woraufhin er ihren Erpresser, Colonel Li, erschießt. Wie sich herausstellt, ist Shin derjenige, der SoYun die Missionen übermittelt. Er versichert ihr, für die Sicherheit ihrer Familie zu sorgen, und organisiert gleichzeitig ihre verdeckte Ausreise nach China. |           |                            |                       |                      |                                           |                  |                                   |                 |
| 5 | 5         | Schatten der Vergangenheit | The Bentley Lament    | 12. Nov. 2019        | 10. Jan. 2020                             | Brad Anderson    | Patrick Aison                     | 0,519 Mio.      |
| 1973: Bentley begibt sich in Budapest auf die Suche nach Petra und findet in seiner alten Wohnung Aufnahmen von seinen Taten, als er unter der Kontrolle des KGB stand. In einer Bar lernt er Katya kennen, die ihn davon überzeugen kann, dass er unter Drogeneinfluss seine Antworten finden wird. In der Gegenwart kann SoYun den Grenzfluss zwischen Nordkorea und China passieren, tötet dabei allerdings eine Grenzwache. In China trifft sie auf die Agentin Nira Patel, die den Auftrag hat, SoYun auszuschalten. Bei einer Übergabe von Dokumenten stellt diese fest, dass es sich um geheime Pläne ihres Mannes über Stiletto Six handelt. Es kommt zum Kampf zwischen den Frauen, bei dem Nira SoYun in den Bauch schießt. Zeitgleich hilft McKenna einer Söldnertruppe in Kentucky, einen Raubüberfall auf eine Medikamentenfabrik zu begehen. Dabei ist sein eigentliches Ziel die Leiterin der Einrichtung, die er, wie es sein Auftrag verlangt, umbringt, dabei jedoch von seinem ehemaligen Kollegen Mike gesehen wird. Währenddessen sucht Coleman in Ghana ihren alten Bekannten Sebastian Blair auf, der mittlerweile im Gefängnis sitzt. Über ihn möchte sie Kontakt zu Yuri Leniov herstellen, um so die Abschusscodes von Stiletto Six erwerben zu können. Da man aus dem Gefängnis heraus nicht telefonieren kann, inszenieren Coleman und ein verbündeter Gefängniswärter, dass ein Mithäftling Blair nicht lebensbedrohlich absticht, sodass dieser in ein Krankenhaus gefahren werden muss. |           |                            |                       |                      |                                           |                  |                                   |                 |
| 6 | 6         | Wem kannst du trauen?      | The Hades Awakening   | 19. Nov. 2019        | 10. Jan. 2020                             | Wayne Yip        | Dave Kalstein & Brandon Guercio   | 0,406 Mio.      |
| 1973: Unter Drogeneinfluss erinnert sich Bentley an seine Ausbildung innerhalb des Projektes Cicada und die damit verbundene Folter. Gleichzeitig kommt ihm Petra in Budapest auf die Spur und kann ihn letztendlich ausfindig machen. In der Gegenwart schleppt sich die schwer verwundete SoYun in ein nahegelegenes Dorf, wo sie von einem Arzt behandelt wird. Wenig später tritt sie nach ihrem erfüllten Auftrag die Heimreise an. In ihrer Wohnung trifft sie auf Colonel Shin, der ihr eine neue Mission übermittelt. Zeitgleich wurde McKenna in Kentucky von Mike an die Polizei verraten, weshalb er sich auf der Flucht befindet. Er kommt mit einem Mann in Kontakt, der allem Anschein nach tiefer in verschiedenste Organisationen und Operationen verwickelt ist. Währenddessen treffen die von Becker gesuchten Edwards und Haynes beim Haus des Schläferagenten ein. Dort werden sie allerdings abgefangen und Haynes erkennt, dass es sich bei einer der Personen um die Frau handelt, die ihn aufgeweckt hat, woraufhin er sie umbringt. Edwards schickt ein Foto der Leiche an Becker, die die Tote als CIA-Agentin identifiziert, woraufhin sie Edwards anordnet, Haynes zu töten. Gleichzeitig schickt ihr Vorgesetzter Dan Levine ein Team los, das den abtrünnigen Edwards ausschalten soll. |           |                            |                       |                      |                                           |                  |                                   |                 |
| 7 | 7         | Das Andropov-Paradox       | The Paradox Andropov  | 26. Nov. 2019        | 10. Jan. 2020                             | Wayne Yip        | Marc Bernardin & Dave Kalstein    | 0,501 Mio.      |
| 1973: In Budapest erfährt Bentley von Petra, dass der CIA-Agent Matheson, der er während seiner Ausbildung innerhalb des Projektes Cicada verhört und gefoltert hat, noch am Leben ist. Als Bentley beschließt, seinen Kollegen ausfindig zu machen, schließt sich Petra ihm an. Da die CIA nun denkt, dass Bentley zum Feind übergelaufen ist, schicken sie einen Agenten, den Bentley zwar ausschalten kann, der es aber noch schafft, einen Peilsender an ihm zu befestigen. Wenig später gesteht Petra, dass Dr. Meisner noch am Leben ist und das Projekt Cicada inklusive Matheson an einen anderen, geheimen Ort verlegt wurde. In der Gegenwart versucht Coleman zusammen mit Blair und ihrer Freundin Meghan Addo, Kontakt zu Yuri Leniov herzustellen. Das Trio wird kurz darauf von Unbekannten gekidnappt, Addo erschossen und Coleman dazu gezwungen, eine große Summe an Geld zu überweisen. Im Anschluss werden beide Gefangenen wieder freigelassen. Gleichzeitig macht Petra auf Mykonos Leniov ausfindig und stellt ihn zur Rede, was er mit Stiletto Six vorhabe. Als er ihr offenbart, dass er die Rakete an Nordkorea verkaufen möchte, ist sie enttäuscht von ihm, da sie Stiletto Six über 24 Jahre für ihr Land im Geheimen aufbewahrt hat. Währenddessen belauscht SoYun Colonel Shin, wie er von einem bevorstehenden Treffen mit den Russen erzählt. Über Ort und Datum informiert, beschließt SoYun, sich ebenfalls bei dem Treffen einzuschleusen. Unterdessen bereiten sich Doug und Samantha McKenna auf ihre bevorstehende Flucht vor ihrem alten Leben vor. Sie beschließen, einem von den Treadstone-Verantwortlichen auserkorenen Ziel das Leben retten zu wollen, doch als Doug das Haus des möglichen Opfers betritt, kommt es zu einer Explosion. |           |                            |                       |                      |                                           |                  |                                   |                 |
| 8 | 8         | Die Mickenna-Auslöschung   | The McKenna Erasure   | 3. Dez. 2019         | 10. Jan. 2020                             | Salli Richardson | Tyler Hisel & Dave Kalstein       | 0,530 Mio.      |
| Doug und Sam können die Opfer des Anschlages zwar nicht mehr retten, allerdings den Agenten Victor, der für die Explosion verantwortlich ist, ausschalten. Daraufhin beschließt Doug, sich fortan als Victor gegenüber den Strippenziehern auszugeben und seinen eigenen Tod vorzutäuschen, um so von seiner Fährte abzulenken. Im südkoreanischen Seoul kommt SoYun zeitgleich mit Yuri Leniov in Kontakt. Nachdem sie ein Mikrofon platziert hat, belauscht sie das Verkaufsgespräch zwischen dem ehemaligen KGB-Agenten und Colonel Shin. Als Leniov preisgibt, dass der Atomsprengkopf auf dem Weg nach Zypern ist, eröffnet SoYun das Feuer, unterbindet so das Gespräch und flieht anschließend in die amerikanische Botschaft. Währenddessen werden Edwards und Haynes von Beckers aufgespürt, verfolgt und schließlich umstellt. Mit der Drohung, dass Haynes sämtliche Einsatzkräfte der CIA umbringt, erwirkt Edwards sein Leben, doch Haynes wird vermeintlich noch vor Ort exekutiert. Unterdessen sucht Coleman in Moskau nach Antworten rund um Yuri Leniov. Mit ein paar befreundeten Hackern kann sie in ein russisches Militärarchiv eindringen, wo sie Informationen über das Projekt Cicada erhält und erstmals von Petra Andropov hört. Bevor Coleman die ehemalige Agentin aufsucht, informiert sie auch Edwards, der mittlerweile von der CIA abgehört wird, über ihr Vorhaben. |           |                            |                       |                      |                                           |                  |                                   |                 |
| 9 | 9         | Die Seoul-Anstalt          | The Seoul Asylum      | 10. Dez. 2019        | 10. Jan. 2020                             | Salli Richardson | Dave Kalstein Idee: Nneka Gerstle | 0,502 Mio.      |
| 1973: Petra arrangiert ein Treffen zwischen Leniov und Bentley, in dem sich letzterer als williger Agent des Cicada-Programmes ausgibt. Deshalb schickt Leniov Bentley in die neue Anlage von Dr. Meisner in Rumänien, wo dieser auf Matheson trifft. Bentley kann bei seinem ehemaligen, nun vom KGB manipulierten Kollegen Erinnerungen an dessen Vergangenheit und Familie hervorrufen, woraufhin beide gemeinsam aus der Einrichtung ausbrechen und dabei auch Meisner erschießen. In der Gegenwart nimmt Doug die Rolle des Agenten Victor ein und reist dafür für eine Mission nach Kolumbien. Seine Frau Samantha kehrt hingegen zu Treadstone zurück, um so keine Aufmerksamkeit auf ihn zu lenken. Zeitgleich kontaktiert Edwards Interpol und berichtet von der CIA-internen Treadstone-Verschwörung. Levine, der Edwards überwacht, entscheidet daraufhin, Becker die ganze Wahrheit über das im Geheimen von der CIA weitergeführte Treadstone zu erzählen und sie für das Projekt zu gewinnen. Außerdem erkennt er durch die Informationen von SoYun aus Südkorea, dass er von Yuri Leniov hintergangen wurde. Ursprünglich habe dieser ihn kontraktiert und berichtet, dass es eine Möglichkeit gäbe, den Weltmarkt für Nordkorea zu öffnen. Um den politischen Umsturz voranzutreiben, schaltete die CIA daraufhin General Kwon aus, der dem Vorhaben vermeintlich im Wege stand. Wie sich nun allerdings herausstellt, half die CIA dabei, einen Atomraketendeal sowie einen Staatsstreich in Nordkorea einzufädeln. Da Levine und Becker durch SoYun bekannt ist, dass der Atomsprengkopf nach Zypern gebracht wird, aktivieren sie eine weitere Zikade: Tara Coleman. Dieser wurde kurz zuvor von Petra die durch Leniov demontierte Rakete Stiletto Six gezeigt. |           |                            |                       |                      |                                           |                  |                                   |                 |
| 10 | 10        | Die Zikaden-Vereinbarung   | The Cicada Covenant   | 17. Dez. 2019        | 10. Jan. 2020                             | Jeremy Webb      | Dave Kalstein Idee: Jill Snyder   | 0,371 Mio.      |
| 1973: Petra wird durch den Peilsender von Bentley von der CIA gefunden, gefangen genommen und dazu aufgefordert, ihr Wissen über das Projekt Cicada preiszugeben. So erfährt sie auch, dass sie für Bentley, für den sie den KGB hinter sich gelassen hat, nur eine Mission war. Unter der Leitung von Levine und Becker verfolgt die CIA, wie ihre Einsatzkräfte auf Zypern den Atomsprengkopf sicherstellen. Zeitgleich müssen sie erkenne, dass Coleman, die von Petra Informationen über Leniov bekommen hat, bei ihrer Mission, den ehemaligen KGB-Agenten umzubringen, scheitert. Dieser kontaktiert daraufhin einen US-Senator, der sich für die nicht genehmigte Operation entschuldigt und daraufhin Nira Patel schickt, die Levine ausschaltet. Wenig später wird Becker von ebendiesem Senator kontaktiert, um über die Fortführung von Treadstone zu sprechen. Zuvor hatte sie Coleman heimlich nach Amsterdam geschickt, wo sich Edwards mit dem Leiter von Interpol treffen wollte. Das Treffen wird von der CIA verhindert und der umprogrammierte, noch lebende Haynes auf Edwards angesetzt. Schlussendlich wird dieser von Coleman erschossen, die daraufhin zusammen mit Edwards flüchtet. Währenddessen kehrt SoYun zu ihrer Familie in Pjöngjang zurück, wo ihr unwissender Mann sie darüber informiert, dass Colonel Shin ihren Sohn vermeintlich zum Schutz für dasselbe Programm rekrutiert hat, das SoYun einst in ihrer Jugend durchlief. Zeitgleich muss Doug in Kolumbien darüber entscheiden, ob er einen möglichen Revolutionsführer umbringt, so zwar den Einfluss der USA im Land stärkt, gleichzeitig aber auch seine Frau außer Gefahr bringt, oder ob er endgültig dem Morden abschwört. Am Schluss ist zu sehen, wie Petra in der Gegenwart Bentley aufsucht. |           |                            |                       |                      |                                           |                  |                                   |                 |

## Kritiken
Die Serie konnte 44 % der Kritiker auf Rotten Tomatoes überzeugen und erhielt auf Metacritic einen Metascore von 47 von 100 möglichen Punkten.
Brian Lowry von CNN urteilt über Treadstone überwiegend positiv. Die Serie starte gut und könne dabei das Interesse der Zuschauer wecken. Dabei biete die Mythologie der Filme die Grundlage für eine solide, wenn auch chaotische Serie. Treadstone schaffe es, die Qualität von guten Fernsehserien mit der aus der Vorlage bekannten Paranoia zu verbinden. Zeitgleich würden neue Charaktere gut und glaubwürdig etabliert werden. Als einzigen Kritikpunkt nennt Lowry, dass sich die Serie auf die Action konzentriere, die eigentliche Handlung rund um Schläferagenten und geheime Operationen aber zu langsam herausarbeite und die einzelnen Handlungsstränge, welche von Michelle Forbes und Omar Metwally zusammengehalten werden würden, zu langsam verbinde.
Eine ähnliche Einschätzung trifft Benjamin Lee vom Guardian. Zwar sei Treadstone Teil eines lästigen Trends, bei dem Serien zu bekannten Filmreihen veröffentlicht werden würden, allerdings sei der Weg ins Fernsehen für den Stoff unvermeidlich geworden, nachdem die letzten beiden Filme Das Bourne Vermächtnis und Jason Bourne die schwächsten Vertreter der Filmreihe gewesen seien. Zu Lees Überraschung enthalte die ehrgeizige Erzählung allerdings viele interessante Aspekte, so beispielsweise unerwartete Wendungen, die die Serie durchaus sehenswert machen würden. Zwar gebe es manchmal ungeschickte Übergänge und wenig packende Episodenfinale, doch im Allgemeinen funktioniere der Wechsel zwischen Protagonisten und Orten, wodurch eine detailreiche Welt kreiert werde. Es mache Spaß, so vielen bourne-artige Figuren zuzusehen, wie sie in soliden Actionsequenzen, die allerdings nicht mit denen der Kinofilme mithalten könnten, in Szene gesetzt werden. Dabei komme es zu schnellen und gewalttätigen Kämpfen, die zwar weniger mit einer stilistischen Ausrichtung aber dafür mit handwerklicher Qualität daherkämen. Als Fazit zieht Lee, die Serie erscheine im ersten Moment als überflüssig, sei aber eine überraschend erfrischende Ergänzung der Saga.
Daniel D’Addario von Variety steht der Serie hingegen zwiegespalten gegenüber. Sie wirke wie ein qualitativ minderwertiger Bruchteil des Kontextes oder erzählerischen Reichtums der guten Bücher und Filme, der allerdings mit energiegeladenen und unterhaltsamen Kampfszenen punkten könne. Treadstone springe dabei zwischen ähnlichen Handlungssträngen, wodurch sich die Serie nicht ausgewogen, sondern unentschlossen anfühle. Trotzdem gebe es noch genug Energie, vor allem die Darbietung von Han Hyo-joo sei positiv hervorzuheben. Das Szenario rund um die Figur von Patrick Fugit sei hingegen das mit Abstand beste, da es sich Zeit für „Was-bin-ich“- und „Was-habe-ich-getan“-Fragen nehme, die in den Filmen nur am Rande thematisiert wurden. Alle anderen Handlungsstränge würden allerdings eher einfache Wege gehen, anstatt tief in die Geschichte und Charaktere einzutauchen.
Gänzlich enttäuscht zeigt sich Tim Goodman vom Hollywood Reporter. So hätten die zahlreichen Produzenten der Serie mit der halbherzigen Idee, eine Nebenhandlung der Filmreihe zur Haupthandlung der Serie zu machen und dabei von der Popularität der Filme zu profitieren, völlig ins Leere gegriffen. Das größte Problem seien die Drehbücher, die auf überdrehte Action anstatt Gehirn setzen würden. Die gesamte Geschichte sei wirr, es gebe unsinnige Handlungselemente, Entscheidungen von Figuren seien nicht nachvollziehbar und alles in allem entstehe dadurch ein falsches Drama mit falscher Action. Mit diesem Kontext könnten einem laut Goodman die überqualifizierten Schauspieler, allen voran Tracy Ifeachor und Brian J. Smith, nur leidtun.
Fritz Göttler beschreibt Treadstone in seiner Vorschau in der Süddeutschen Zeitung als „klassisches, dramaturgisch weitgespanntes politisches Intrigenstück“, das in den Actionszenen „die Fiebrigkeit der Kinofilme“ beschwöre. Gunther Reinhardt führt dazu in der Stuttgarter Zeitung aus, auch wenn Jeremy Irvine kein Matt Damon sei, könne man viele Elemente der Kinofilme in Treadstone wiederfinden. Dazu zählen die Fluchtthematik, „bedeutungsschwangere“ Musik, schnell geschnittene Kampfszenen, unvermittelte Gewaltausbrüche, eine wankende und subjektive Kamera, eine atemlose Dramaturgie, Nahaufnahmen, das triste und betonlastige Szenenbild sowie eine Hass-Liebe-Romanze zwischen den Fronten. Zudem würden ständig neue Figuren auftauchen, die wild durcheinander verschiedene Sprachen sprächen.